# Enhanced Messaging Service
Enhanced Messaging Service (EMS – vylepšený systém zpráv) je rozšíření služby krátkých textových zpráv (SMS) pro zasílání formátovaného textu, malých obrázků, jednoduchých animací a monofonních melodií. V češtině se zkratka EMS obvykle používá i pro jednotlivé zprávy.
EMS je technologie mezi SMS a MMS, která poskytuje některé z funkcí MMS. Její výhodou je, že funguje i ve stávajících sítích, postupně je ale vytlačována MMS.
Na rozdíl od multimediálních zpráv (MMS) se EMS dopravují mobilní sítí jako SMS nebo zřetězená zpráva (v závislosti na objemu dat) a mobilní operátoři tak obvykle i EMS účtují. Mobilní telefony, které EMS nepodporují, by měly zobrazit alespoň text zprávy. V některých zemích nelze zasílat EMS zprávy mezi různými operátory.
Formát pro EMS vznikl spoluprací firem Samsung, Ericsson, Motorola, Siemens, Alcatel a dalších a jeho součástí standardu 3GPP 23.040 pro GSM SMS (Technická realizace služby krátkých zpráv (SMS)). Pro CDMA sítě byl převzat jako zvláštní teleservis WEMT (Wireless Enhanced Messaging Teleservice).

## Technická realizace
Přidané informace jsou přenášeny ve zprávě na začátku oblasti, kde je jinak text zprávy (v poli TP-UD). Datová struktura, ve které jsou uloženy, se nazývá User Data Header (UDH), a o její přítomnosti informuje jednobitový příznak TP-UDHI (UDH Indicator).